# Přepychy (okres Pardubice)
Obec Přepychy se nachází v okrese Pardubice, kraj Pardubický. Žije zde 83 obyvatel.

## Historie
První písemná zmínka o obci pochází z roku 1337 (pověst o uzdravení vojáka).